# Radermachera hainanensis
Radermachera hainanensis là một loài thực vật có hoa trong họ Chùm ớt. Loài này được Merr. miêu tả khoa học đầu tiên năm 1922.